# ناصر الصيعري
ناصر الصيعري (بالإنجليزية: Nasser Al-Saiari   )‏؛ مواليد 1 أغسطس 1988 في، السعودية، هو لاعب كرة قدم سعودي يلعب حالياً في نادي السد.

## مسيرة اللاعب
لعب سابقاً في أندية الاخدود والحمادة و نجران و النهضة و الجبلين و العين والشعلة والسد.

## روابط خارجية
- ناصر الصيعري على موقع Soccerway.com (الإنجليزية)
- ناصر الصيعري على موقع كووورة